# Liste der Einträge im National Register of Historic Places im Hall County (Texas)
Die Liste der Registered Historic Places im Hall County führt alle Bauwerke und historischen Stätten im texanischen Hall County auf, die in das National Register of Historic Places aufgenommen wurden.

## Aktuelle Einträge
| Lfd. Nr. | Name im NRHP           | Bild | Datum der Eintragung | Adresse/Lage                   | Ort     | NRHP-ID  | Beschreibung |
| -------- | ---------------------- | ---- | -------------------- | ------------------------------ | ------- | -------- | ------------ |
| 1        | Hall County Courthouse |      | 1. Okt. 2008         | 512 W. Main                    | Memphis | 08000961 |              |
| 2        | Hotel Turkey           |      | 24. Okt. 1991        | Jct. of 3rd and Alexander Sts. | Turkey  | 91001521 |              |